# بخش بروش کریک، شهرستان فاریبولت، مینه سوتا
بخش بروش کریک (به انگلیسی: Brush Creek Township) یک منطقهٔ مسکونی در ایالات متحده آمریکا است که در شهرستان فریبلت، مینه‌سوتا واقع شده‌است.
 بخش بروش کریک ۹۳٫۵ کیلومتر مربع مساحت و ۲۴۱ نفر جمعیت دارد و ۳۵۴ متر بالاتر از سطح دریا واقع شده‌است.